# Алчи

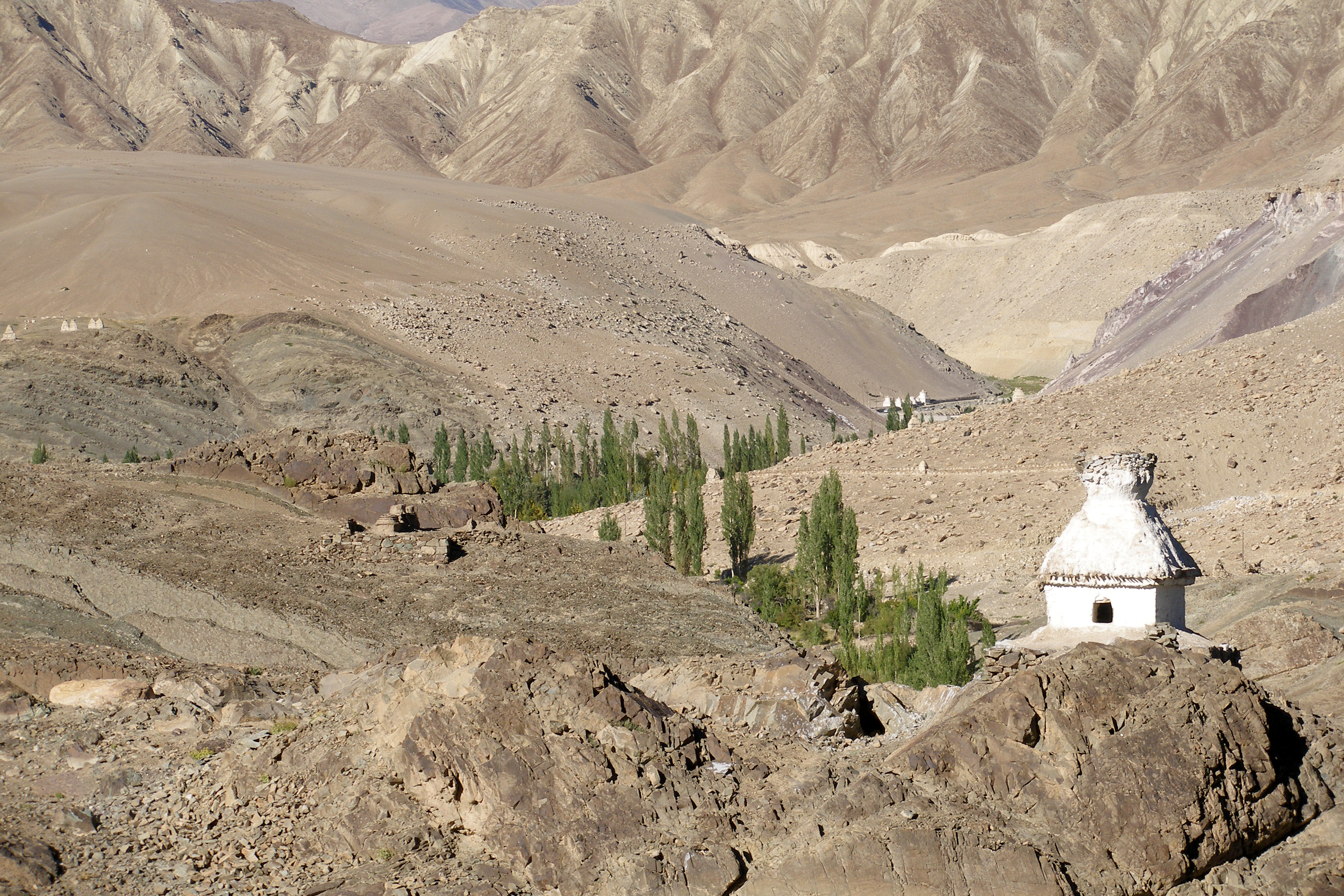
Алчи, Ладакх.

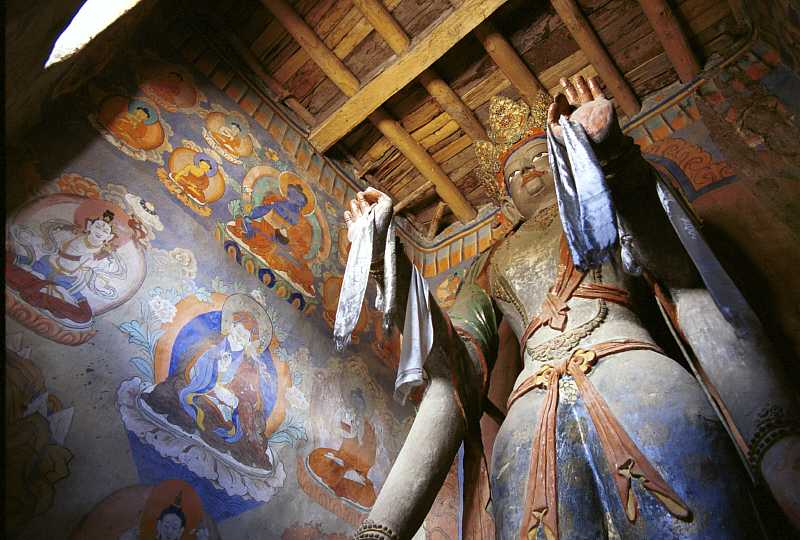
Тара (бодхисаттва) в Ладакхе

Алчи — деревня в округе Лех в Ладакхе. Стоит на берегах Инда в 70 км от Леха. В отличие от других монастырей, Алчи стоит в долине, а не на холме.

## История
Деревня стала известна благодаря древнему и знаменитому (национальное наследие) монастырю Алчи-Гомпа, в котором сохранились росписи XI—XII века, выполненные не в тибетском, а в индийском стиле.
Алчи небольшая деревня, но в ней есть все удобства для ночлега. С июня по сентябрь она предоставляет туристам отличную возможность посмотреть монастырь и совершить поход в Гималаи, из деревни на них открывается прекрасный вид.